# Simmelsdorf
Simmelsdorf è un comune tedesco di 3 237 abitanti, situato nel land della Baviera.